# Campionati Internazionali di Sicilia
Campionati Internazionali di Sicilia – męski turniej tenisowy kategorii ATP International Series zaliczany do cyklu ATP World Tour, rozgrywany na kortach twardych w latach 1971, 1979–2006 na kortach ziemnych we włoskim Palermo.

## Mecze finałowe

### gra pojedyncza
| Rok  | Mistrz                 | Finalista           | Wynik               |
| 2006 | Filippo Volandri       | Nicolás Lapentti    | 5:7, 6:1, 6:3       |
| 2005 | Igor Andriejew         | Filippo Volandri    | 0:6, 6:1, 6:3       |
| 2004 | Tomáš Berdych          | Filippo Volandri    | 6:3, 6:3            |
| 2003 | Nicolás Massú          | Paul-Henri Mathieu  | 1:6, 6:2, 7:6(0)    |
| 2002 | Fernando González      | José Acasuso        | 5:7, 6:3, 6:1       |
| 2001 | Félix Mantilla         | David Nalbandian    | 7:6(2), 6:4         |
| 2000 | Olivier Rochus         | Diego Nargiso       | 7:6(14), 6:1        |
| 1999 | Arnaud Di Pasquale     | Alberto Berasategui | 6:1, 6:3            |
| 1998 | Mariano Puerta         | Franco Squillari    | 6:3, 6:2            |
| 1997 | Alberto Berasategui    | Dominik Hrbatý      | 6:4, 6:2            |
| 1996 | Karim al-Alami         | Adrian Voinea       | 7:5, 2:1 krecz      |
| 1995 | Francisco Clavet       | Jordi Burillo       | 6:7(3), 6:3, 7:6(1) |
| 1994 | Alberto Berasategui    | Àlex Corretja       | 2:6, 7:6(6), 6:4    |
| 1993 | Thomas Muster          | Sergi Bruguera      | 7:6(2), 7:5         |
| 1992 | Sergi Bruguera         | Emilio Sánchez      | 6:1, 6:3            |
| 1991 | Frédéric Fontang       | Emilio Sánchez      | 1:6, 6:3, 6:3       |
| 1990 | Franco Davín           | Juan Aguilera       | 6:1, 6:1            |
| 1989 | Guillermo Pérez Roldán | Paolo Canè          | 6:1, 6:4            |
| 1988 | Mats Wilander          | Kent Carlsson       | 6:1, 3:6, 6:4       |
| 1987 | Martín Jaite           | Karel Nováček       | 7:6, 6:7, 6:4       |
| 1986 | Ulf Stenlund           | Pablo Arraya        | 6:2, 6:3            |
| 1985 | Thierry Tulasne        | Joakim Nyström      | 6:2, 6:0            |
| 1984 | Francesco Cancellotti  | Miloslav Mečíř      | 6:0, 6:3            |
| 1983 | Jimmy Arias            | José Luis Clerc     | 6:2, 2:6, 6:0       |
| 1982 | Mario Martínez         | John Alexander      | 6:4, 7:5            |
| 1981 | Manuel Orantes         | Pedro Rebolledo     | 6:4, 6:0, 6:0       |
| 1980 | Guillermo Vilas        | Paul McNamee        | 6:4, 6:0, 6:0       |
| 1979 | Björn Borg             | Corrado Barazzutti  | 6:4, 6:0, 6:4       |
| 1971 | Roger Taylor           | Pierre Barthès      | 6:3, 4:6, 7:6, 6:2  |

### gra podwójna
| Rok  | Mistrzowie                       | Finaliści                            | Wynik               |
| 2006 | Martín García Luis Horna         | Mariusz Fyrstenberg Marcin Matkowski | 7:6(1), 7:6(2)      |
| 2005 | Martín García Mariano Hood       | Mariusz Fyrstenberg Marcin Matkowski | 6:2, 6:3            |
| 2004 | Lucas Arnold Ker Mariano Hood    | Gastón Etlis Martín Rodríguez        | 7:5, 6:2            |
| 2003 | Lucas Arnold Ker Mariano Hood    | František Čermák Leoš Friedl         | 7:6(6), 6:7(3), 6:4 |
| 2002 | Lucas Arnold Ker Luis Lobo       | František Čermák Leoš Friedl         | 6:4, 4:6, 6:2       |
| 2001 | Tomás Carbonell Daniel Orsanic   | Enzo Artoni Emilio Benfele Álvarez   | 6:2, 2:6, 6:2       |
| 2000 | Tomás Carbonell Martín García    | Pablo Albano Marc-Kevin Goellner     | walkower            |
| 1999 | Mariano Hood Sebastián Prieto    | Lan Bale Alberto Martín              | 6:3, 6:1            |
| 1998 | Donald Johnson Francisco Montana | Pablo Albano Daniel Orsanic          | 6:4, 7:6            |
| 1997 | Andrew Kratzmann Libor Pimek     | Hendrik Jan Davids Daniel Orsanic    | 3:6, 6:3, 7:6       |
| 1996 | Andrew Kratzmann Marcos Ondruska | Cristian Brandi Emilio Sánchez       | 7:6, 6:4            |
| 1995 | Àlex Corretja Fabrice Santoro    | Hendrik Jan Davids Piet Norval       | 6:7, 6:4, 6:3       |
| 1994 | Tom Kempers Jack Waite           | Neil Broad Greg Van Emburgh          | 7:6, 6:4            |
| 1993 | Sergio Casal Emilio Sánchez      | Juan Garat Jorge Lozano              | 6:3, 6:3            |
| 1992 | Johan Donar Ola Jonsson          | Horacio de la Peña Vojtěch Flégl     | 5:7, 6:3, 6:4       |
| 1991 | Jacco Eltingh Tom Kempers        | Emilio Sánchez Javier Sánchez        | 3:6, 6:3, 6:3       |
| 1990 | Sergio Casal Emilio Sánchez      | Carlos Costa Horacio de la Peña      | 6:3, 6:4            |